# バベッテ・コブレンツ
バベッテ・コブレンツ（Babette Koblenz、1956年8月22日 - ） は、現代音楽の作曲家。ドイツのハンブルク出身。

## 略歴
ハンブルクでジェルジ・リゲティに師事中にダルムシュタット夏季現代音楽講習会に参加。すでに前衛の停滞が叫ばれていた同地で、彼女は「現代のほとんどの音楽はビートを失った月の音楽である。私が書く音楽は太陽のための音楽である」と自らの音楽を定義する。ロックやジャズからの影響もしばしば指摘される。アカデミー・シュロース・ソリチュード奨学生、ヒンデミット賞、ビアラス賞、に選出され、1950年代生まれで最も発言力のある女流作曲家に成長。

## 作風
デビュー当初はそのままロックのクリシェを用いた挑発的な作風であった（「太陽に向かって歩け」）が、強拍と弱拍に独自のメソッドがみられるのは少なくとも1990年代中庸からである。秋吉台セミナーで初演されたアコーディオンのための「太陽抜き」はその時代の作品である。
近年はビートに頼る脅迫的な感性からやや退き、内省的な方向（「ピアノ作品IV」）を示す作品も目立っている。